# Eugalta albitarsis
Eugalta albitarsis là một loài tò vò trong họ Ichneumonidae.